# Branchiomma picta
Branchiomma picta är en ringmaskart som först beskrevs av McIntosh 1885.  Branchiomma picta ingår i släktet Branchiomma och familjen Sabellidae. Inga underarter finns listade i Catalogue of Life.